# 国道B8号 (ナミビア)

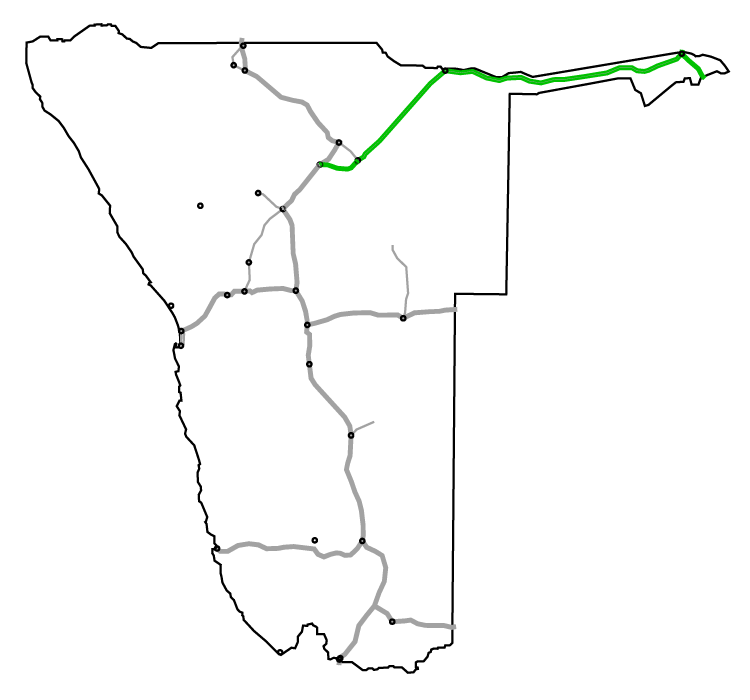
緑線の部分が国道B8号にあたる。

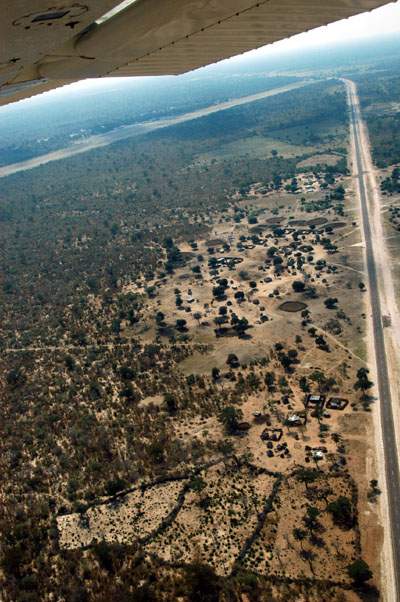
カティマ・ムリロ付近の国道B8号

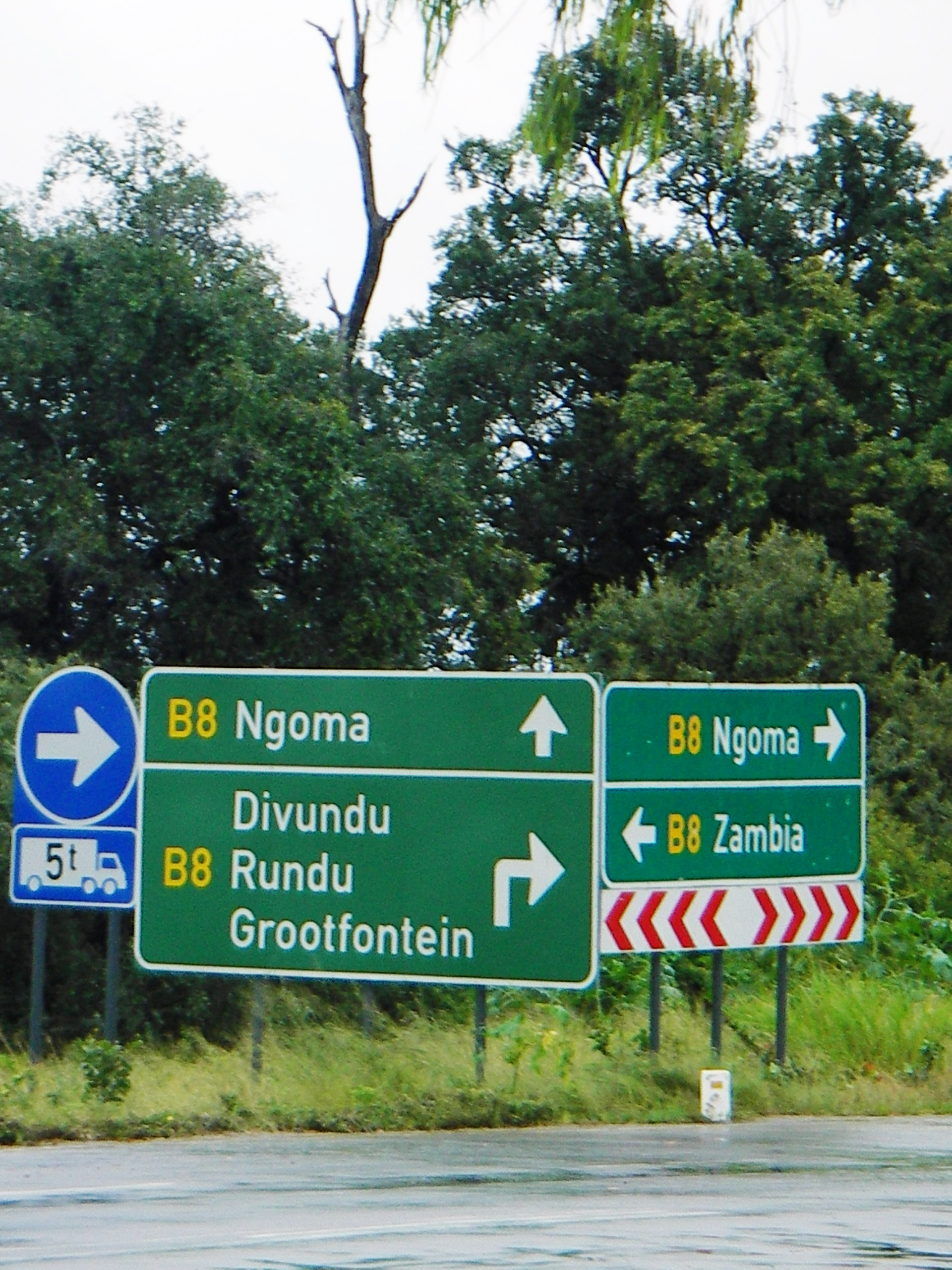
国道B8号の案内標識

国道B8号（こくどうビーはちごう、英語: The B8、ドイツ語: Nationalstraße B8）は、別名ゴールデンハイウェイ(英語: Golden highway)として知られるナミビア北東部の国道。またトランスカプリビハイウェイ・トランスカラハリハイウェイの一部としても機能している。ウィントフーク方面とカプリビ回廊とを結んでいる。オタビ・トライアングルで国道B1号から分岐し、カプリビ回廊を東進してルンドゥ経由でカティマ・ムリロ東方、ンゴマ付近のザンビア国境に至る。

## 通過自治体
- オチョソンデュパ州
  - オタビ - グルートフォンテイン
- カバンゴ州
  - ルンドゥ - ニャンガナ - ムクウェ
- ザンベジ州
  - ベガニ - コンゴラ - シビンダ - カティマ・ムリロ - ブカロ - ンゴマ